# Nueva Morelia, Ocosingo
Nueva Morelia är en ort i Mexiko.   Den ligger i kommunen Ocosingo och delstaten Chiapas, i den sydöstra delen av landet, 800 km öster om huvudstaden Mexico City. Nueva Morelia ligger 877 meter över havet och antalet invånare är 233.
Terrängen runt Nueva Morelia är kuperad söderut, men norrut är den platt. Runt Nueva Morelia är det ganska glesbefolkat, med 38 invånare per kvadratkilometer. Närmaste större samhälle är San Miguel, 7,0 km öster om Nueva Morelia. I omgivningarna runt Nueva Morelia växer i huvudsak städsegrön lövskog.